# Cantón de Fère-Champenoise
El cantón de Fère-Champenoise era una división administrativa francesa, que estaba situada en el departamento de Marne y la región de Champaña-Ardenas.

## Composición
El cantón estaba formado por dieciocho comunas:
- Angluzelles-et-Courcelles
- Bannes
- Broussy-le-Grand
- Connantray-Vaurefroy
- Connantre
- Corroy
- Courcemain
- Euvy
- Faux-Fresnay
- Fère-Champenoise
- Gourgançon
- Haussimont
- Lenharrée
- Marigny
- Montépreux
- Ognes
- Thaas
- Vassimont-et-Chapelaine

## Supresión del cantón de Fère-Champenoise
En aplicación del Decreto n.º 2014-208 de 21 de febrero de 2014, el cantón de Fère-Champenoise fue suprimido el 22 de marzo de 2015 y sus 18 comunas pasaron a formar parte; catorce del nuevo cantón de Vertus-Llanura de Champaña y cuatro del nuevo cantón de Châlons-en-Champagne-3.